# Catherine Murphy (athlète)
Pour les articles homonymes, voir Catherine Murphy.
Catherine Ann Murphy (née le 21 septembre 1975 à Sheffield) est une athlète britannique (galloise), spécialiste du 400 m.

## Biographie
Elle a été finaliste lors du relais 4 x 400 m des Jeux olympiques de 2004 (à la suite de la disqualification d'une Américaine, elle finira par remporter la médaille de bronze)[réf. nécessaire]. Elle a annoncé son retrait des compétitions le 28 avril 2006.

### Palmarès
| Date | Compétition                    | Lieu       | Résultat | Épreuve   | Performance   |
| ---- | ------------------------------ | ---------- | -------- | --------- | ------------- |
| 2001 | Championnats du monde          | Edmonton   | 5e       | 4 × 400 m | 3 min 26 s 94 |
| 2002 | Championnats d'Europe en salle | Vienne     | 6e       | 400 m     | 52 s 98       |
| 2003 | Championnats du monde en salle | Birmingham | 4e       | 400 m     | 51 s 99       |
| 2003 | Championnats du monde en salle | Birmingham | 4e       | 4 × 400 m | 3 min 32 s 18 |
| 2003 | Championnats du monde          | Paris      | 6e       | 4 × 400 m | 3 min 26 s 67 |
| 2005 | Championnats d'Europe en salle | Madrid     | 3e       | 4 × 400 m | 3 min 29 s 81 |

### Records
| Épreuve    | Épreuve      | Performance | Lieu       | Date            |
| ---------- | ------------ | ----------- | ---------- | --------------- |
| 400 mètres | En plein air | 51 s 36     | Manchester | 27 juillet 2002 |
| 400 mètres | En salle     | 51 s 74     | Birmingham | 15 mars 2003    |